# Сторожевое (платформа)
Сторожевое (укр. Сторожеве) — станция (разъезд) в Крыму на 9 километре линии Остряково — Евпатория-Курорт. Используется, как разъезд на однопутной линии и остановочный пункт электропоездов маршрута Симферополь — Евпатория.
Время сооружения разъезда пока не установлено (возможно, он был устроен 21 октября 1915 года при строительстве железнодорожной линии Сарабуз — Евпатория). Как разъезд Камбары отмечен на километровой карте Генштаба Красной армии 1941 года, в которой за картооснову, в основном, были взяты топографические карты Крыма масштаба 1:84000 1920 года и 1:21000 1912 года и на двухкилометровке РККА 1942 года. Названия, как современное, так и прежнее (Камбары), были присвоены по близлежащим сёлам, вблизи которого расположен разъезд, хотя прямо у станции долгое время располагалось село Колонка, ранее Нор-Гянг.